# Khalfan Ibrahim
Khalfan Ibrahim (àrab خلفان إبراهيم خلفان) (nascut el 18 de febrer de 1988 a Doha, Qatar), és un futbolista qatarià que juga actualment com a migcampista a l'Al Sadd de la Lliga de Qatar. Ha estat, a més, internacional per la Selecció de futbol de Qatar en 55 ocasions. Va ser nomenat Jugador asiàtic de l'any en 2006, convertint-se en el primer jugador de Qatar a obtenir aquest guardó.
Malgrat haver jugat a nivell professional únicament amb a l'Al-Sadd, Khalfan va pertànyer, durant la seva etapa juvenil, a les files de l'Al-Arabi SC entre els anys 1998 i 2004. El seu pare, Ibrahim Khalfan Al Khalfan, és un exfutbolista que va jugar per la Selecció de futbol de Qatar i que va desenvolupar la seva carrera futbolística a l'Al-Arabi SC.

## Carrera esportiva

### Al-Sadd

#### Inicis i confirmació
Khalfan va signar amb l'Al Sadd en setembre de 2004 i debutà amb l'equip professional A de l'Al-Sadd a l'edat de 17 anys, el 17 de març de l'any 2005. El seu debut es produeix en una trobada enfront de l'Al-Shamal, en el qual aconsegueix marcar el seu primer gol.
La temporada 2005/2006 va ser la de la seva confirmació, marcant gols decisius en la Lliga de futbol de Qatar, la Copa Príncep Hereu de Qatar i en la Lliga de Campions de l'AFC.
La següent temporada, la 2006/2007, rep el reconeixement de ser el primer jugador de Qatar a obtenir el guardó de Jugador asiàtic de l'any. A més, va marcar gols decisius tant per al seu club, com per al combinat nacional de Qatar, amb el qual conquista la medalla d'or en els Jocs asiàtics de 2006.
En febrer de 2007 es lesiona de gravetat durant la disputa d'un partit de qualificació pels Jocs Olímpics d'Estiu de 2008 enfront de la Selecció de futbol de Bahrein. Aquesta lesió el va apartar durant més d'un any dels terrenys de joc, perdent-se la majoria de partits de la temporada més reeixida de l'Al-Sadd, la 2007/2008, en la qual van aconseguir els quatre títols en disputa.
La temporada 2008/2009, comença mostrant un rendiment excel·lent, marcant 8 gols en els 6 primers partits de lliga, quedant prop d'aconseguir el rècord de Gabriel Batistuta, que va marcar 8 gols en 8 jornades de la Lliga de futbol de Qatar.

#### Campió de la Lliga de Campions asiàtica
El seu major èxit ho va obtenir el 2011, conquistant la Lliga de Campions de l'AFC 2011 amb l'Al-Sadd. Khalfan va tenir actuacions reeixides tant en les semifinals del torneig, contra el Suwon Samsung Bluewings FC sud-coreà, com en la final, enfront del Jeonbuk Hyundai Motors FC, també sud-coreà. En la final va donar una assistència de gol al seu company d'equip Keita, no obstant això, aquesta final es decidiria en els penals (4-2 a favor de l'equip de Qatar).
Això li va valer a l'equip de Khalfan per disputar la Campionat del Món de Clubs de futbol 2011. En quarts de final, van derrotar el campió africà, el conjunt tunisià Espérance Sportive de Tunis per 2-1. En aquest partit Khalfan va marcar un gol. Ja en semifinals, van ser derrotats per un marcador de 4-0, pel campió d'Europa de la temporada 2011, el FC Barcelona. El conjunt de Khalfan queda finalment tercer classificat, després de guanyar en els penals del partit pel tercer lloc al conjunt japonès Kashiwa Reysol (5-3).

#### Actualitat
La temporada 2011/2012, es va convertir en el màxim golejador del seu equip, marcant un total de 7 gols per l'Al-Sadd. A més, durant aquesta campanya, va marcar un gol en semifinals de la Copa Príncep de la Corona de Qatar enfront del Lekhwiya SC, i un altre en la final enfront de l'Al-Rayyan, en la qual el seu equip va caure en els penals (5-4).
La temporada 2012/2013 aconsegueix conquistar la Lliga de futbol de Qatar, després de diversos anys de sequera del conjunt més llorejat del futbol de Qatar. El jugador es converteix en una de les peces clau de l'equip, al costat de jugadors com l'espanyol Raúl.

## Palmarès[11][12]
- Lliga de futbol de Qatar: 2005–06, 2006–07, 2012-13
- Copa de l'Emir de Qatar: 2005, 2007
- Copa Príncep de la Corona de Qatar: 2006, 2007, 2008
- Copa del Xeic Jassem de Qatar: 2007
- Copa de les Estrelles de Qatar: 2010-11
- Lliga de Campions de l'AFC: 2011
- Copa Mundial de Clubs de la FIFA: Medalla de Bronze 2011

### Individual
- Futbolista asiàtic de l'any: 2006
- Millor jugador Sub-21 - Qatar: 2006
- Millor jugador àrab: 2007